# Рувума
Руву́ма — река в Восточной Африке, большая часть реки образует границу между Танзанией и Мозамбиком.
Река образуется слиянием двух почти равноценных притоков в точке с координатами 11°25′ ю. ш. 38°31′ в. д.. Более длинный из них, Луженда, течет с юго-запада. Другой, носящий также имя Ровума, — с запада. Её источник находится на холмистом плато на высоте около 1000 м, строго на востоке от озера Ньяса (10°45′ ю. ш. 35°40′ в. д.) Другие значительные притоки, кроме Луженды, — Мсинже и Лучулинго, текут по широким долинам с юга на север. В нижнем течении река заметно расширяется, образует острова, покрытые лесом, многие из которых обитаемы. В сухой сезон реку можно перейти вброд во многих местах. Ширина устья — около 1600 м. Рувума в нижнем течении, в основном, мелководна, хотя её ширина составляет около 800 м. Там она протекает по болотистым равнинам, по бокам которых возвышаются крутые откосы плато, с которых стекают несколько незначительных притоков. Впадает Рувума в Индийский океан. Длина реки — около 760 км.
Вскоре после получения Мозамбиком независимости, ещё в 1975 году было предложено построить через реку мост, связывающий Мозамбик и Танзанию. В начале 1980-х гг. была проведена подготовительная проектно-конструкторская работа, однако строительство моста не было завершено из-за недостатка финансирования. В 2002 году правительства двух стран заключили официальное соглашение о строительстве нового 600-метрового моста через реку. Строительство началось 10 октября 2005 года. Мост Единства (Unity Bridge) через Рувума был построен Китайской геоинженерной корпорацией и торжественно открыт 12 мая 2010 года президентами Мозамбика и Танзании. Ожидается сооружение подъездных путей по обе стороны моста. Второй, меньший, мост Unity 2 был завершен в 2007 году.